# Forces armées soudanaises
Les forces armées du Soudan sont fortes, selon l'estimation 2007 de l'International Institute for Strategic Studies, de 104 800 personnes auxquelles s'ajoutent 17 500 paramilitaires.

## Organisation
Les forces armées comprennent l'armée de terre, la marine, les forces aériennes et les Forces de défense populaires (en) (Popular Defense Force). Elles ont aussi formé des unités avec les ennemis rebelles de l'Armée populaire de libération du Soudan. Les forces armées du Soudan opèrent sous le People's Armed Forces Act de 1986.
La force aérienne soudanaise dispose de deux principales bases aériennes à Khartoum et à Wadi Sayyidna.
En 2004, le Federal Research Division de la Bibliothèque du Congrès estime que la Force de Défense Populaire, la branche armée du Front islamique national est composée de 10 000 membres actifs et de 85 000 réservistes. Ces forces ont été déployées avec l'armée régulière contre plusieurs groupes rebelles.
Son budget serait de 4 milliards de dollars, ce qui équivaut à 3 % de PIB selon une estimation.

## Industrie de l'armement
Le Soudan reçoit du matériel militaire de la république populaire de Chine et de la Russie. Le Soudan dispose d'une entreprise de fabrication d'armement, la Military Industry Corporation qui produit des munitions, des mitrailleuses et des mortiers. La production d'artillerie, de roquettes, de véhicules blindés, de drones, et de chars et même d'avions légers est revendiquée.

## Équipement
Les forces armées soudanaises sont aujourd’hui équipées principalement d’armes de fabrication soviétique, russe, chinoise, ukrainienne et soudanaise en plus des drones iraniens et turcs. Ils ont une société de production d’armes appelée Military Industry Corporation. Des données importantes ont été fournies par les groupes d’experts des Nations unies sur le Soudan sur les livraisons d’armes aux forces soudanaises.

### Chars/blindés[5]
- 270 T-54/T-55 ;
- 70 T-72 ;
- 60 Type 59 ;
- 70 Type 62 ;
- 45 Type 63 ;
- 100 Type 69/79 ;
- 10 Type 85 ;
- 30 Type 96 ;
- 20 M60 Patton ;
- 6 AML 60 ;
- 60 BRDM-2 ;
- 25 BMP-1 ;
- 15 BMP-2 ;
- 42 M113 ;
- 70 BTR-40 ;
- 50 BTR-50 ;
- 500 BTR-60 ;
- 30 BTR-80 ;
- ? HMMWV ;

### Artillerie
- 502 mortiers de 81 mm L16 ;
- 30 Obusier 130 mm M1954 (M-46) ;
- 21 Obusier D-30 de 122 mm ;
- 56 2S1 Gvozdika ;
- 80 BM-21 Grad ;
- 13 PHL-81 ;

### Défense anti-aérienne
- 20 ZU-23-2 ;
- 40 ZSU-23-4 ;
- Bofors 40 mm ;
- 90 S-75 Dvina ;
- 9K33 Osa ;
- 54 9K32 Strela-2 ;